# Mother's Finest
I Mother's Finest sono un gruppo musicale statunitense rock, attivi dal 1972.

## Storia del gruppo
La band si forma ad Atlanta. I sei membri fondatori si ispirano alla musica di Jimi Hendrix e di George Clinton. Creano, essenzialmente, un sound che unisce l'R&B con il rock più tradizionale in voga.
Celebri per i loro live scenici, hanno aperto i concerti degli Aerosmith, dei Black Sabbath, di Ted Nugent e di altri artisti americani famosi.
Il complesso si scioglie all'inizio degli anni Ottanta. La maggior parte dei componenti sceglie una carriera solista o turnista. Dopo alcune variazioni di line-up, la band riprende a suonare nel 1989.
I singoli più famosi e premiati sono Fire (tratto dal primo lavoro omonimo) e Baby Love (compreso in Another Mother Further).

## Formazione

### Attuale
- Joyce Kennedy - voce
- Glenn Murdock - voce
- Juan Van Dunk – basso elettrico
- Gary Moore - chitarra elettrica
- John Hayes - chitarra elettrica
- Dion Murdock - batteria

## Discografia
- Mother's Finest (1972), RCA
- Mother's Finest (1976), Epic
- Another Mother Further (1977), Epic
- Mother Factor (1978), Epic
- Live (1979), Epic
- Iron Age (1981), Atlantic
- One Mother to Another (1983), Epic
- Looks Could Kill (1989), Capitol
- Subluxation (1990), RCA
- Black Radio Won't Play This Record (1992), Scotti Bros.
- Meta-Funk'n Physical (2003), UTR Music
- Right Here, Right Now: Live at Villa Berg (2005), MTM Music
- MF 4D (2011), U*ME/US*We
- Mother's Finest – Live at Rockpalast 1978 & 2003 (2012), MIG
- Goody 2 Shoes & The Filthy Beasts (2015), SPV/Steamhammer